# That I May Live
That I May Live est un film américain réalisé par Allan Dwan et sorti en 1937.

## Synopsis
Richard "Dick" Mannion est libéré de prison après avoir purgé trois ans. Il envisage de mener une vie honnête, mais trois de ses anciens amis, Charlie, Pop et Mack, menacent de le tuer s'il ne les aide pas à braquer une banque dans la ville de Ranville. A la banque, Dick refuse d'ouvrir le coffre-fort. Le veilleur de nuit les surprend, et Charlie, qui était sur le point de tirer sur Dick, tue le veilleur de nuit et assomme Dick avec son revolver. Il met ensuite l'arme dans la main de Dick et part avec Pop et Mack. Alors que Dick est emmené par la police, Charlie lui tire dessus, mais le rate et blesse un policier. Dick s'échappe, puis saute dans un train et descend dans une autre petite ville, où il tente de cambrioler la caisse enregistreuse d'un restaurant. La serveuse, Irene Howard, reconnaît que l'arme dissimulée de Dick n'est qu'une clé à molette et lui propose un repas en échange, puis demande à son patron Tom de l'embaucher pour faire la plonge. Deux mois plus tard, alors que Dick et Irène pleurent en épluchant des oignons, ils s'avouent leur amour. Plus tard, quand Dick casse un plat, Tom, ivre et jaloux de l'affection d'Irène pour Dick, le congédie.

## Fiche technique
- Réalisation : Allan Dwan
- Scénario : Ben Markson, William M. Conselman
- Production : Sol M. Wurtzel
- Photographie : Robert H. Planck
- Montage : Louis R. Loeffler
- Genre : Drame[1]
- Production : 20th Century Fox
- Distributeur : 20th Century Fox
- Durée : 70 minutes
- date de sortie : 
  - États-Unis : 30 avril 1937

## Distribution
- Rochelle Hudson : Irene Howard
- Robert Kent : Dick Mannion
- J. Edward Bromberg : Tex Shapiro
- Jack La Rue : Charlie
- Frank Conroy : Pop
- Fred Kelsey : Abner Jenkins
- George Cooper : Mack

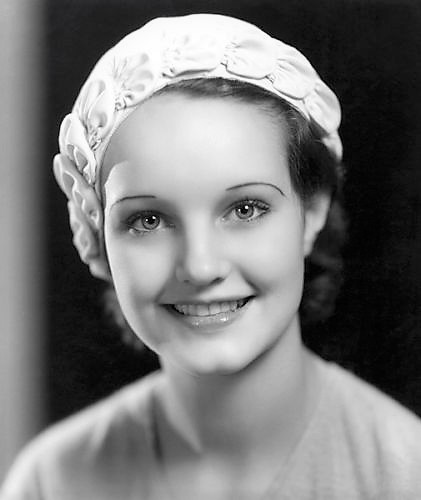
Rochelle Hudson dans les années 1930.

- DeWitt Jennings : chef de la police
- Russell Simpson : Bish Plivens
- William Benedict (en) : Kurt Plivens

## Statut du film
Une copie du film est conservée par l'UCLA Film and Television Archive.